# Merveille Goblet
Merveille Goblet (Jette, 20 november 1994) is een Belgisch voetballer die als doelman speelt. Hij is voor het seizoen 2024-2025 aangesloten bij Knokke, dat in Eerste Nationale speelt (het 3e niveau in België).[7]

## Clubcarrière
Goblet werd geboren in Jette en speelde in de jeugdopleiding van Standard Luik. In 2013 besloot die club om hem uit te lenen aan AFC Tubize. Op 3 augustus 2013 debuteerde de doelman in de tweede klasse tegen KVC Westerlo. In zijn debuutseizoen kwam hij tot een totaal van zestien competitieoptredens. Het seizoen erop werd Goblet opnieuw uitgeleend aan AFC Tubize en kwam hij tot een totaal van 34 competitiewedstrijden.
In mei 2015 ondertekende Goblet een contract voor twee seizoenen met optie op een seizoen extra bij Waasland-Beveren. In zijn eerste seizoen moest hij er met Laurent Henkinet strijden voor de plek van eerste doelman, nadien kreeg hij concurrentie van László Köteles en Davy Roef. In drie seizoenen tijd raakte hij toch aan 41 competitiewedstrijden voor Waasland-Beveren. Toch werd zijn contract er niet verlengd.
Na zijn vertrek bij Waasland-Beveren zat Goblet een jaar zonder club. Pas in 2019 vond hij met Cercle Brugge een nieuwe werkgever die hem een contract voor twee seizoenen gaf.

## Clubstatistieken
| Seizoen | Club             | Competitie      | Competitie | Competitie | Beker | Beker | Internationaal | Internationaal | Totaal | Totaal |
| Seizoen | Club             | Competitie      | Wed.       | Dlp.       | Wed.  | Dlp.  | Wed.           | Dlp.           | Wed.   | Dlp.   |
| ------- | ---------------- | --------------- | ---------- | ---------- | ----- | ----- | -------------- | -------------- | ------ | ------ |
| 2013/14 | Standard Luik    | Eerste klasse   | 0          | 0          | 0     | 0     | —              | —              | 0      | 0      |
| 2013/14 | → AFC Tubize     | Tweede klasse   | 16         | 0          | 0     | 0     | —              | —              | 16     | 0      |
| 2014/15 | → AFC Tubize     | Tweede klasse   | 34         | 0          | 2     | 0     | —              | —              | 36     | 0      |
| 2015/16 | Waasland-Beveren | Eerste klasse   | 14         | 0          | 1     | 0     | —              | —              | 15     | 0      |
| 2016/17 | Waasland-Beveren | Eerste klasse A | 18         | 0          | 0     | 0     | —              | —              | 18     | 0      |
| 2017/18 | Waasland-Beveren | Eerste klasse A | 9          | 0          | 1     | 0     | —              | —              | 10     | 0      |
| 2019/20 | Cercle Brugge    | Eerste klasse A | 0          | 0          | 0     | 0     | —              | —              | 0      | 0      |
| 2020/21 | Cercle Brugge    | Eerste klasse A | 0          | 0          | 0     | 0     | —              | —              | 0      | 0      |
| Totaal  | Totaal           | Totaal          | 91         | 0          | 4     | 0     | 0              | 0              | 95     | 0      |

## Interlandcarrière
Goblet kwam reeds uit voor diverse Belgische nationale jeugdelftallen. Hij speelde onder meer vijf interlands voor België –19. Tussen 2015 en 2016 werd Goblet ook enkele keren opgeroepen voor het Belgisch beloftenelftal, maar bij deze leeftijdscategorie verzamelde hij uiteindelijk nooit een cap.